# Nishan Shuiku
Nishan Shuiku är en reservoar i Kina. Den ligger i provinsen Shandong, i den östra delen av landet, omkring 130 kilometer söder om provinshuvudstaden Jinan. Trakten runt Nishan Shuiku består till största delen av jordbruksmark.
Genomsnittlig årsnederbörd är 828 millimeter. Den regnigaste månaden är juli, med i genomsnitt 252 mm nederbörd, och den torraste är januari, med 4 mm nederbörd.